# Petrotilapia genalutea
Petrotilapia genalutea és una espècie de peix de la família dels cíclids i de l'ordre dels perciformes.

## Morfologia
- Els mascles poden assolir 13,1 cm de longitud total.[4][5]

## Hàbitat
És una espècie de clima tropical entre 23 °C-27 °C de temperatura i entre 3-20 m de fondària.

## Distribució geogràfica
Es troba a Àfrica: llac Malawi.